# Dergaon
Dergaon är en ort i Indien.   Den ligger i distriktet Golaghat och delstaten Assam, i den östra delen av landet, 1 700 km öster om huvudstaden New Delhi. Dergaon ligger 84 meter över havet och antalet invånare är 13 366.
Terrängen runt Dergaon är mycket platt. Runt Dergaon är det tätbefolkat, med 511 invånare per kvadratkilometer. Det finns inga andra samhällen i närheten. Omgivningarna runt Dergaon är en mosaik av jordbruksmark och naturlig växtlighet.